# Chavalit Soemprungsuk
Chavalit Soemprungsuk (en ชวลิต เสริมปรุงสุข ; Khon Kaen, 1939 - Pays-Bas, 2020) est un artiste peintre, sculpteur et graveur thaïlandais basé en Thaïlande et aux Pays-Bas.
En 2014, il a été honoré en étant reconnu artiste national de Thaïlande pour les arts visuels.

## Biographie

### Jeunesse et formation
Chavalit Soemprungsuk naît le 30 juillet 1939 à Khon Kaen, dans la région d'Isan, dans le nord-est de la Thaïlande,.
Après avoir suivi le cursus du primaire et du secondaire à l'internat pour garçons du Vajiravudh College de Bangkok de 1943 à 1952, puis à l'école préparatoire des beaux-arts de la même ville les deux années suivantes, Soemprungsuk étudie à la Faculté de peinture, de sculpture et d'arts graphiques de l'université Silpakorn de Bangkok de 1954 à 1962, où il est l'un des derniers étudiants du sculpteur d'origine italienne, Silpa Bhirasri,,. Il a également appris auprès de nombreux maîtres thaïlandais de cette génération, notamment Paitoon Muangsomboon, Fua Haripitak (en), Sanan Silakorn, Khien Yimsiri et Tawee Nandakwang (d).
Après avoir obtenu son diplôme de l'université de Silpakorn, Soemprungsuk reçoit une bourse du ministère de la Culture des Pays-Bas pour devenir le premier Thaïlandais à étudier à l'Académie royale des beaux-arts d'Amsterdam d'Amsterdam, de 1963 à 1965,,,. Après l'obtention de son diplôme, il devient un artiste soutenu officiellement par le gouvernement néerlandais, qui lui octroie une aide financière et une résidence permanente.
Aux Pays-Bas, Chavalit Soemprungsuk épouse Phanee Meethongkum, une étudiante thaïlandaise qui a elle aussi étudié à l'université Silpakorn.

### Carrière
D'abord peintre figuratif, Chavalit Soemprungsuk explore plusieurs arts visuels différents tout au long de sa carrière, et produit principalement des peintures et des sculptures de plus en plus abstraites, ainsi que des dessins, des estampes et des techniques mixtes,. Il se concentre sur les formes géométriques, les lignes droites et les champs de couleur. Il se concentre sur l'impression numérique au cours des dix dernières années de sa vie,,.
Sa pratique artistique a continué à évoluer au fil du temps, commençant par des styles réalistes alors qu'il était en Thaïlande, devenant progressivement plus abstrait, se concentrant sur les formes géométriques, les lignes droites et les champs de couleur. Il a travaillé avec divers médias tels que la peinture, le dessin, l'impression, la sculpture et les techniques mixtes.
Il tient de nombreuses expositions individuelles en Thaïlande et aux Pays-Bas depuis 1963. Parmi ses plus notables, il expose en 2004 à la galerie nationale sa série No Comment at 65, puis en 2009, il expose à la galerie d'art de l'université Silpakorn, où il présente Chavalit S'70.
En 2004, il est inclus dans une exposition célébrant les 400 ans des relations entre la Thaïlande et les Pays-Bas intitulée Contemporary Thai-Dutch art: Exhibition in celebration of 400 years Thai-Dutch relations. En 2007, il est également inclus dans une exposition holistique sur la sculpture thaïlandaise, History of Thai Sculpture Exhibition From Silpa Bhirasri to Contemporary Thai Sculptors.
Dans les années 2010, il est reconnu comme « l’une des figures clés de l’art abstrait et non objectif thaïlandais »,. Lors de son exposition personnelle In Amsterdam with Chavalit Soemprungsuk au Ratchadamnoen Contemporary Art Center de Bangkok, l'artiste décide de faire don de plus de 4 000 objets provenant de sa collection d'art ou de ses biens personnels, tels que des livres, des meubles, des effets personnels et son appartement d'Amsterdam au gouvernement thaïlandais, en demandant que tout soit rendu accessible au public, afin de faire bénéficier les jeunes générations d'artistes thaïlandais,. En 2014, Soemprungsuk est honoré comme artiste national de Thaïlande pour les arts visuels,. 
Soemprungsuk retourne à Bangkok au printemps 2020 pour une exposition publique dans le cadre du 80+ Art Festival Thailand,. Les objets qu'il a donnés sont exposés dans les six sites du festival.

### Maladies et mort de la COVID-19
Soemprungsuk souffre de plusieurs pathologies, notamment d'une maladie cardiaque et d'un lymphome, avant de commencer à présenter des symptômes de la COVID-19 le 10 avril 2020. Il est hospitalisé à l'hôpital Onze Lieve Vrouwe Gasthuis d'Amsterdam le 17 avril 2020.
Chavalit Soemprungsuk meurt de la COVID-19 pendant la pandémie de COVID-19 aux Pays-Bas à l'hôpital le 27 avril 2020, à l'âge de 80 ans,,.
En octobre de la même année, l'université Chulalongkorn organise une rétrospective en hommage à l'artiste intitulée Rest in Progress. Deux ans plus tard, la galerie River City de Bangkok fait de même avec Less is OK.

## Publications
- (en)(th) Chavalit Soemprungsuk, Bangkok, Amarin Printing and Publishing, อมรินทร์พริ้นติ้ง แอนด์ พับลิชชิ่ง, 1996 (présentation en ligne).
- (en)(th) 36 Years Retrospective: Chavalit Soemprungsuk, Bangkok, Galerie nationale, 1997 (présentation en ligne).
- (en)(th) In Amsterdam with Chavalit Soemprungsuk, Office of Contemporary Art and Culture, 324 p., 2013 (présentation en ligne).

### Documentaire
- (en) Nuankhanit Phromchanya, Whether it is Art or Not, documentaire sur la vie de Chavalit Soemprungsuk, 2016 (présentation en ligne).